# 盧克·尼可斯
盧克·尼可斯（英語：Luke Nichols，1978年出生）是一位美國YouTuber，知名於經營頻道「Outdoor Boys」。他主要創作關於荒野露營、原始技能、生存技巧與戶外料理等主題的影片。

## 生平

### 早年與教育背景
尼可斯在阿拉斯加州成長，自幼對戶外活動抱有濃厚興趣。19歲時，他以耶穌基督後期聖徒教會傳教士的身份前往日本。回美國後，他就讀楊百翰大學。在猶他州鹽湖城生活期間，他與妻子瑞貝卡（Rebecca）相識並結婚。
尼可斯與妻子育有三名兒子，分別為湯米（Tommy）、奈特（Nate）與雅各（Jacob）。

### 法律職涯
畢業後，尼可斯創辦了一家政治顧問公司，三年間共參與二十場競選活動。之後他與妻子搬至維吉尼亞州，尼可斯進入喬治梅森大學法學院攻讀法律，並開設個人律師事務所，專門處理交通違規等刑事辯護案件。

### YouTube 職涯
2013年，尼可斯開設首個YouTube頻道「Catfish & Carp」，內容以釣魚為主。2015年5月，他開設第二個頻道「Outdoor Boys」。 2020年，隨著頻道快速成長，他開始專職經營YouTube。其頻道風格被認為簡單且富有家庭感，著重戶外活動、自給自足與家庭價值觀，並吸引了廣泛觀眾群。

### 退休
2025年5月，尼可斯透過影片宣布退出YouTube，原因包括隱私考量及希望陪伴家人。 根據統計，在影片發布前的18個月內，頻道訂閱人數增加約1,200萬人，尼可斯形容這段期間所受到的關注讓人感到「難以承受」。
尼可斯表示，他可能會在年底前發布最後幾支影片。此一退休決定也引發不少關注。包括阿拉斯加州州長邁克·鄧利維與知名Youtuber MrBeast等人皆公開回應此事。